# 227 (szám)
A 227 (kétszázhuszonhét) a 226 és 228 között található természetes szám.

## A matematikában
Prímszám, szexi prím. Eisenstein-prím. Jó prím. Gauss-egész. Biztonságos prím. Pillai-prím.